# Museo Nacional de Tokio
El Museo Nacional de Tokio fue fundado en 1872. Es el museo más antiguo y más grande de Japón. Está localizado en el Parque Ueno, en Tokio.
El museo alberga una extensa colección de objetos de valor arqueológico y artístico de varias eras de Japón y otros países asiáticos. Los más de 110 mil objetos, incluyen 87 pertenecientes al Tesoro Nacional Japonés, y 610 clasificados como Propiedad Cultural de Importancia. El museo realiza investigaciones arqueológicas y antropológicas, así como difunde la cultura a través de eventos educacionales relacionados con su colección.
El museo está alojado en un conjunto de edificios separados entre sí. La Galería Honkan (本館), la Galería Asiática (東洋館), Hyokeikan (表慶館), Heiseikan (平成館), la Galería de Tesoros Horyuji (法隆寺宝物館), el Centro de Investigación e Información (資料館) y otras instalaciones mayormente de servicios. Existen varios restaurantes y dos tiendas.
La información en el museo está disponible en japonés, español, inglés, coreano, chino, francés,  alemán.

## Historia
El Museo Nacional de Tokio, fue el primer museo en ser inaugurado en el país. La inauguración tuvo lugar en 1872 en Taisenden, y fue llamado entonces el Museo Imperial. Poco después de su apertura al público, el museo se mudó a Uchiyamashita-cho (actualmente Uchisaiwai-cho), y en 1882 se mudó nuevamente a su local actual, en el parque Ueno. Durante el siglo XX, el museo sufrió algunos trastornos, como el gran terremoto de Kantō de 1923, y la Segunda Guerra Mundial, durante la cual permaneció cerrado.

### Exposición Yushima Seido
Se considera que el origen del Museo Nacional de Tokio fue la Exposición Yushima Seido o Shoheizaka, una exposición pública de obras de arte imperiales y especímenes científicos celebrada por el Departamento de Museos del Ministerio de Educación del 10 de marzo al 30 de abril de 1872 durante el quinto año de la Era Meiji. La autenticidad de los objetos había sido comprobada por el reciente estudio Jinshin, que catalogó y verificó diversas posesiones imperiales, nobiliarias y de templos de todo el país. Dirigida por Shigenobu Okuma, Tsunetami Sano y otros, la exposición de 1872 amplió una muestra de 1871 en la Escuela Kaisei de Tokio (actual Universidad de Tokio) con el fin de preparar una Exposición Universal en la Feria Mundial de Viena de 1873 que celebraba los 25 años de Francisco José I como emperador. Japón decidió cumplir con su invitación principalmente para aumentar la posición internacional de las manufacturas japonesas e impulsar las exportaciones; también se enviaron 24 ingenieros con la delegación para estudiar la ingeniería occidental de vanguardia en la feria para utilizarla en la industria japonesa. Se enumeraron los productos más importantes de cada provincia y se recogieron dos ejemplares de cada uno, uno para exponerlo en Viena y otro para conservarlo y exponerlo en un nuevo museo. La exposición de 1872, celebrada en la sala Taiseiden del antiguo templo confuciano de Yushima Seido, en el barrio de Shoheizaka, estuvo abierta todos los días de 9 a 16 horas y acabó admitiendo a unas 150.000 personas. La exposición de 1873 en Viena, además de la colección de objetos regionales, incluía un jardín japonés completo con santuario, una maqueta de la antigua pagoda del templo imperial de Tokio, el shachi dorado femenino del castillo de Nagoya y una copia en papel maché del Buda de Kamakura. Al año siguiente, Sano recopiló un informe sobre la feria en 96 volúmenes divididos en 16 partes. Gottfried Wagener, un científico alemán que entonces trabajaba en Tokio, redactó sus informes sobre "El museo de arte con respecto a las artes y los oficios diversos" y "El establecimiento del museo de Tokio", en los que abogaba firmemente por la creación de un museo de corte occidental en la capital japonesa.

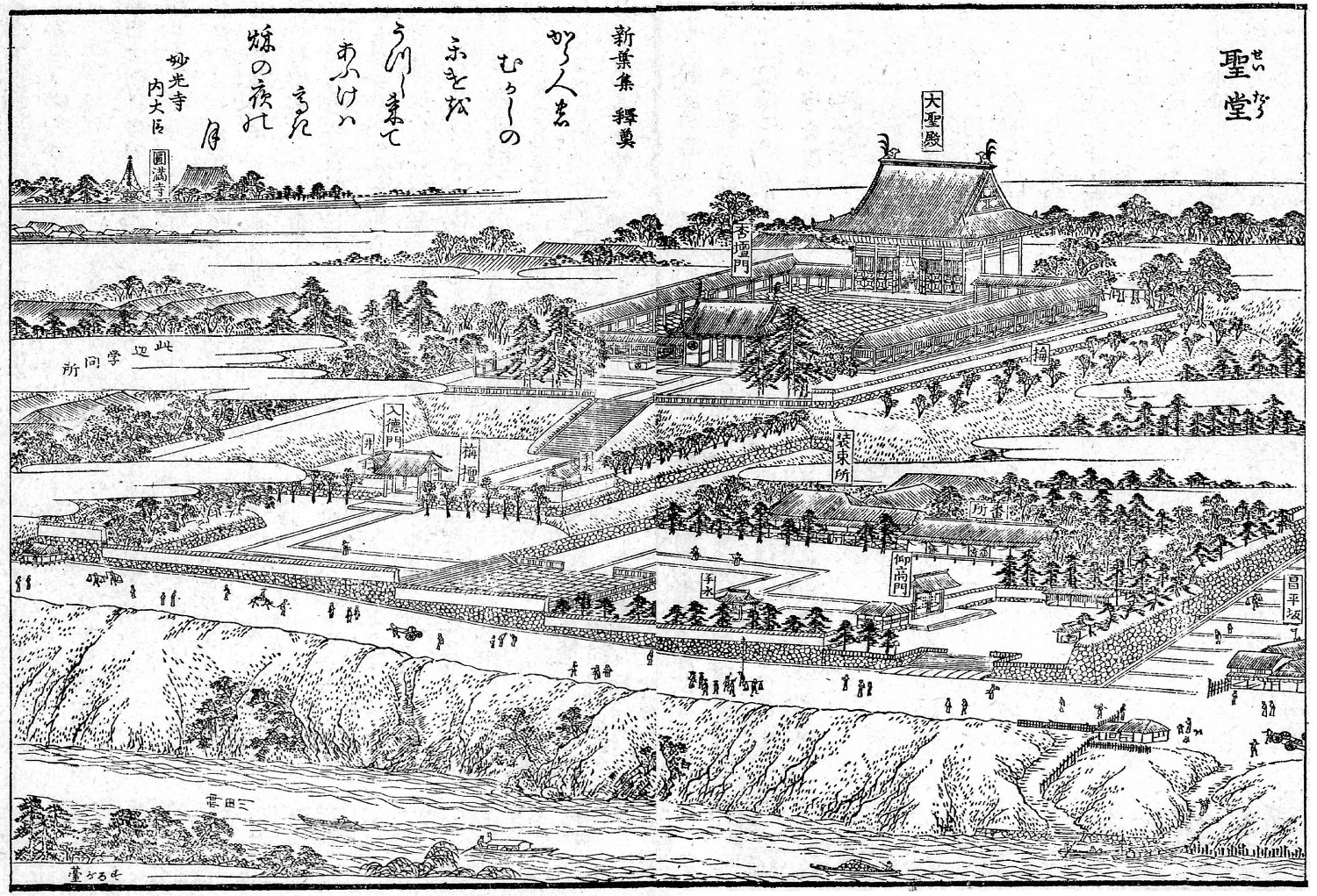
antiguo Yushima Seido (1830)
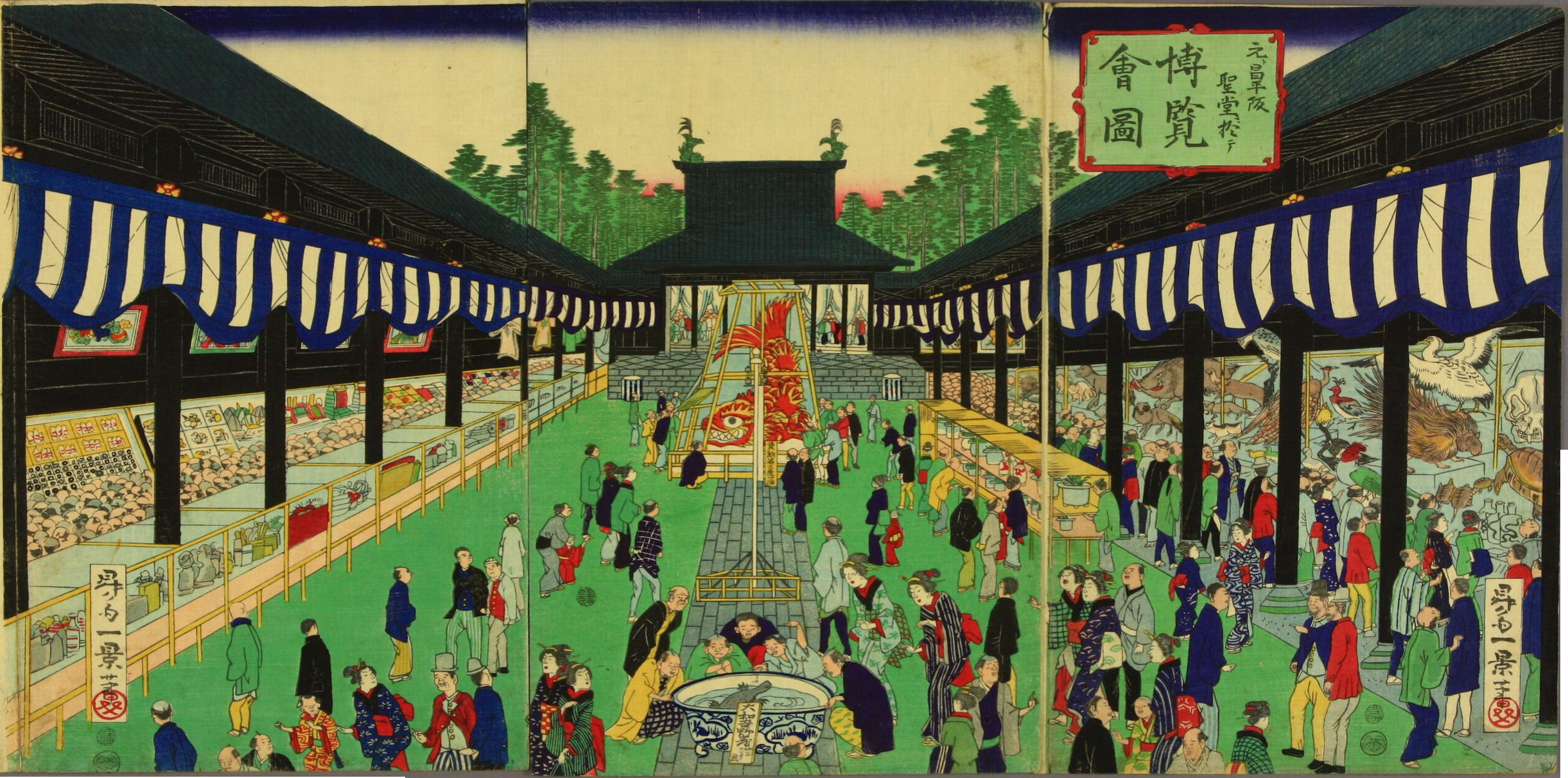
Exposición del Yushima Seido de 1872. Tríptico ukiyo-e de Ikkei Shosai.
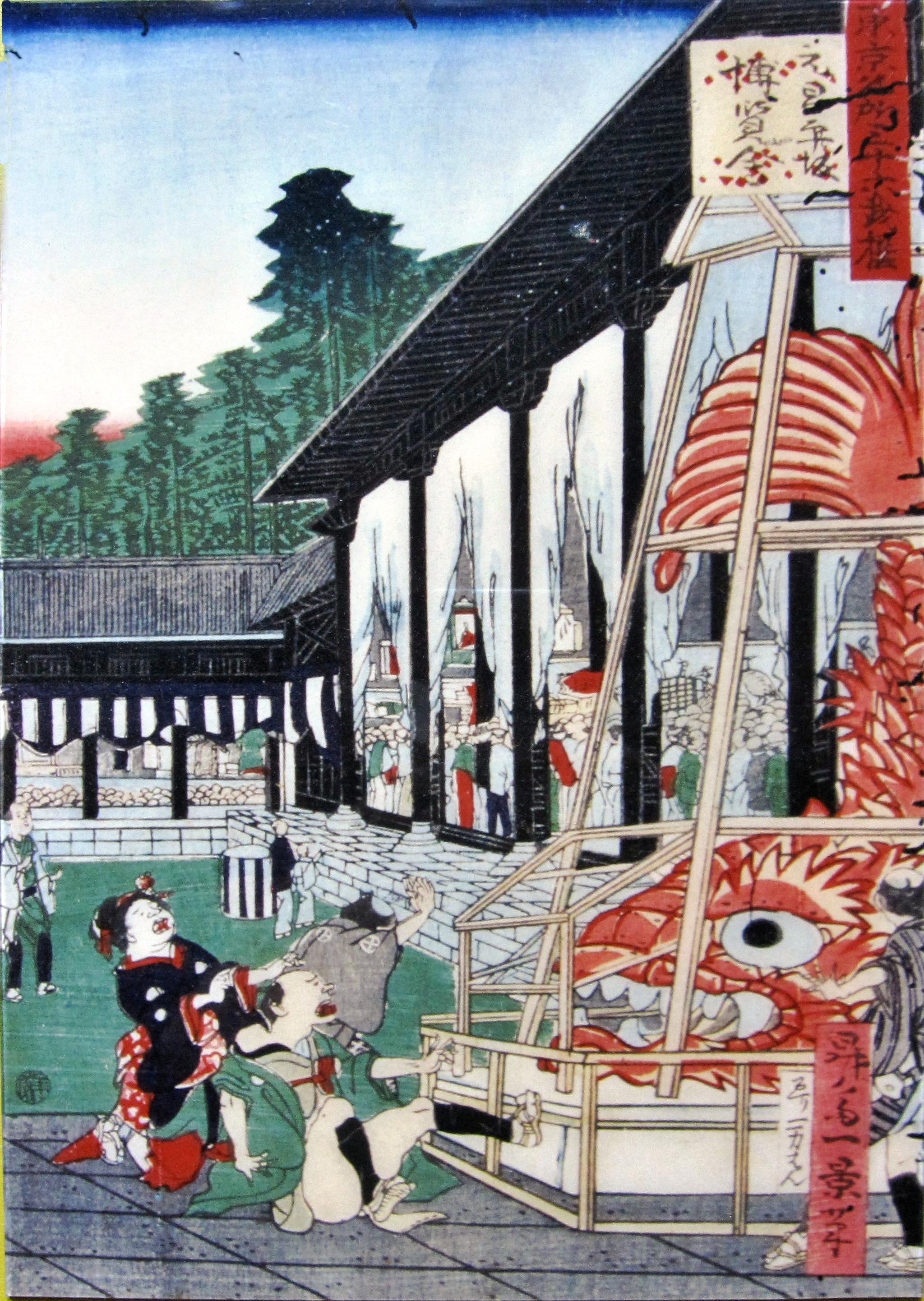
"Shachi" masculino del castillo de Nagoya en la exposición. Grabado ukiyo-e de Shosai.
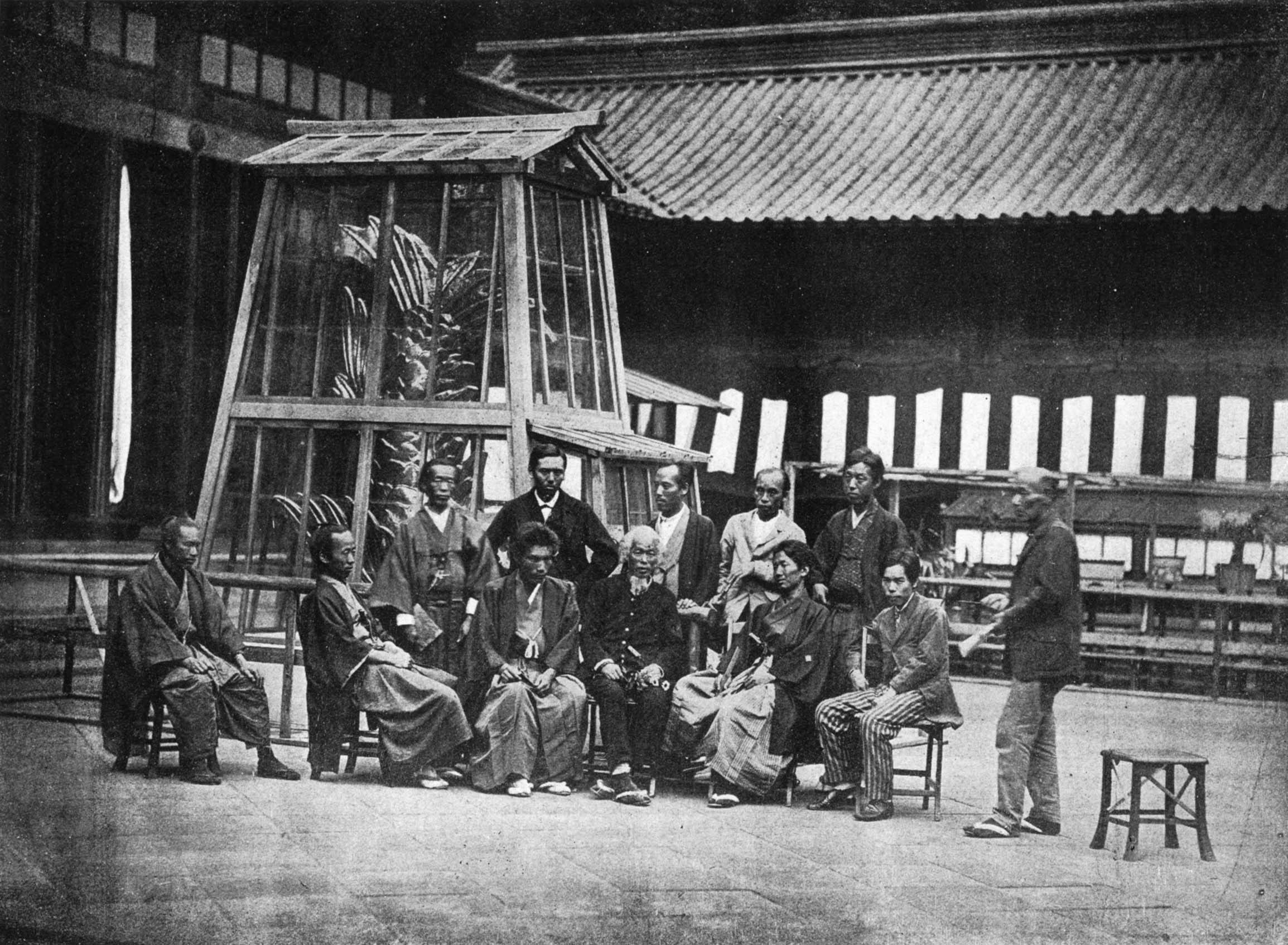
Los directores de la exposición, ante el "shachi" dorado en el patio de Taiseiden (1872)

### Museo Uchiyamashita
Mientras se celebraba la Feria Mundial de Viena, la Oficina de la Exposición organizó los objetos de propiedad local en una exposición temporal en un recinto de Uchiyamashita-chō (actualmente 1-Chome en Uchisaiwai-chō), inmediatamente al sureste del Palacio Imperial, en marzo de 1873. Se inauguró el 15 de abril y estuvo abierto al público durante los siguientes 3½ meses, tras los cuales abrió los días de cada mes que terminaban con los números 1 o 6. Una exposición especial en 1874 se centró en la nueva tecnología en medicina, química y física. El 30 de marzo de 1875, el museo pasó a depender del Ministerio del Interior. Para entonces, contaba con siete edificios -incluido un invernadero- con exposiciones sobre antigüedades japonesas, agricultura y ciencias naturales; el recinto contaba con una zona para el ganado y una sala para los osos. El museo siguió vinculado a la industria y estuvo estrechamente relacionado con las exposiciones industriales nacionales celebradas en el Parque Ueno en 1877, 1881 y 1890.

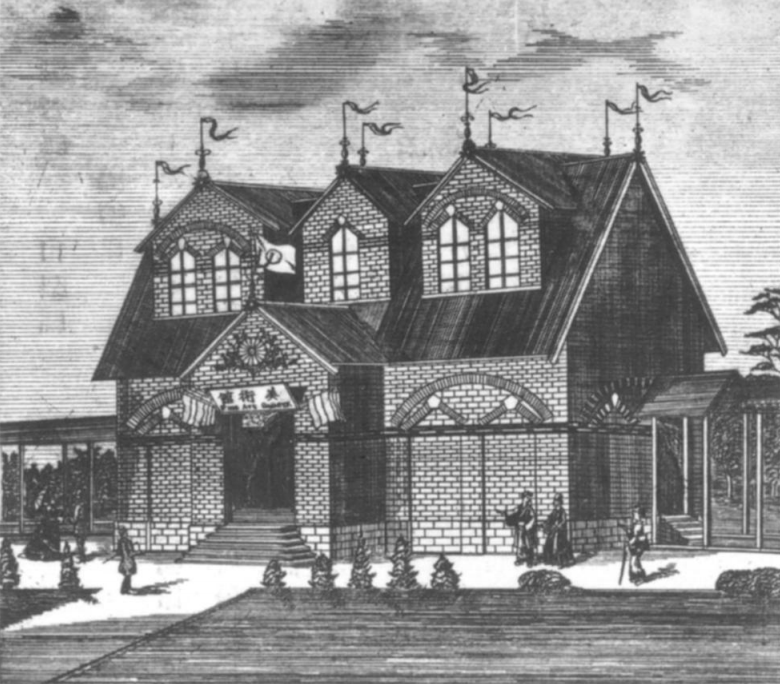
Grabado de la Galería de Arte para la primera Exposición Industrial Nacional (1877)
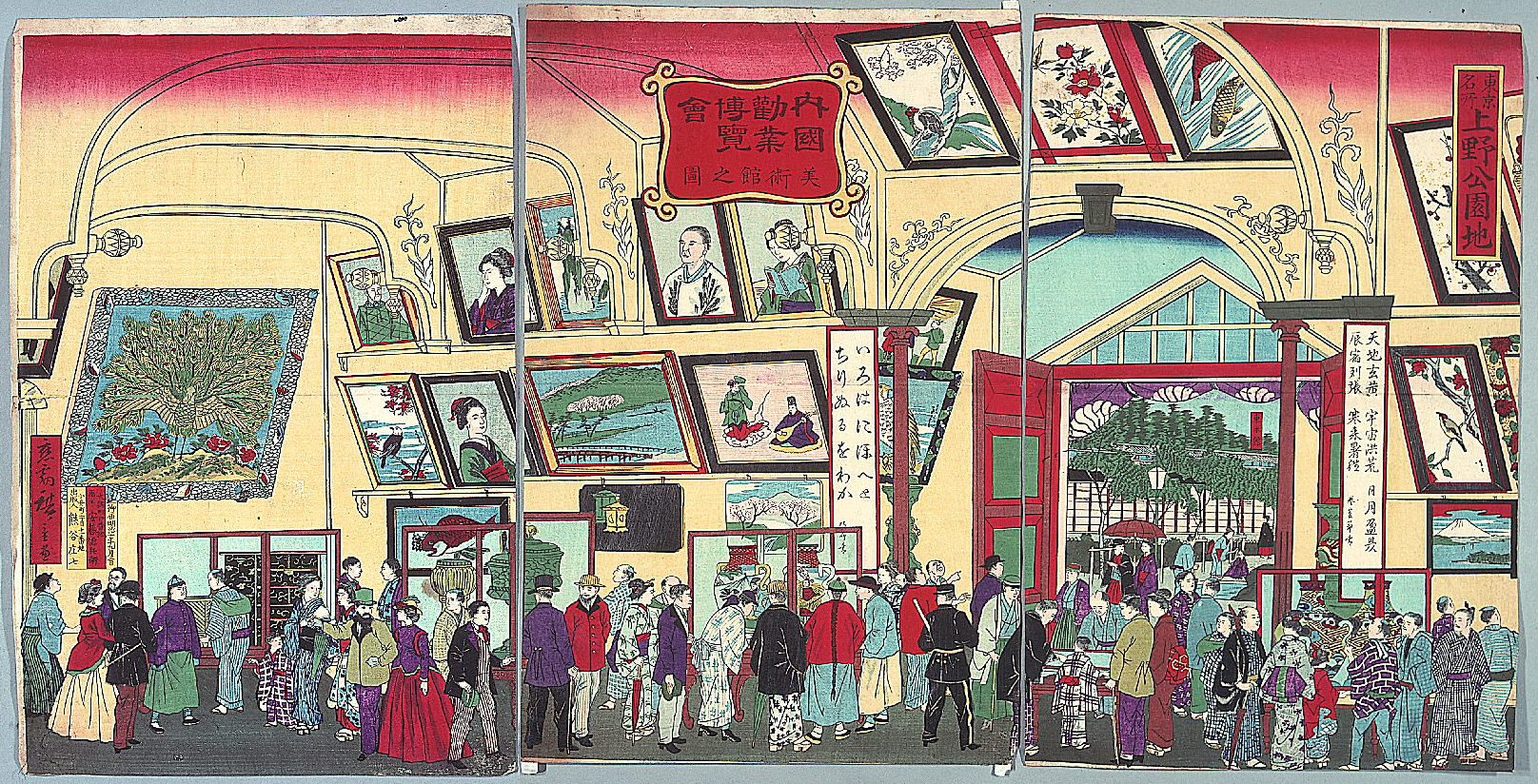
Tríptico ukiyo-e de Hiroshige III mostrando su interior (1877)
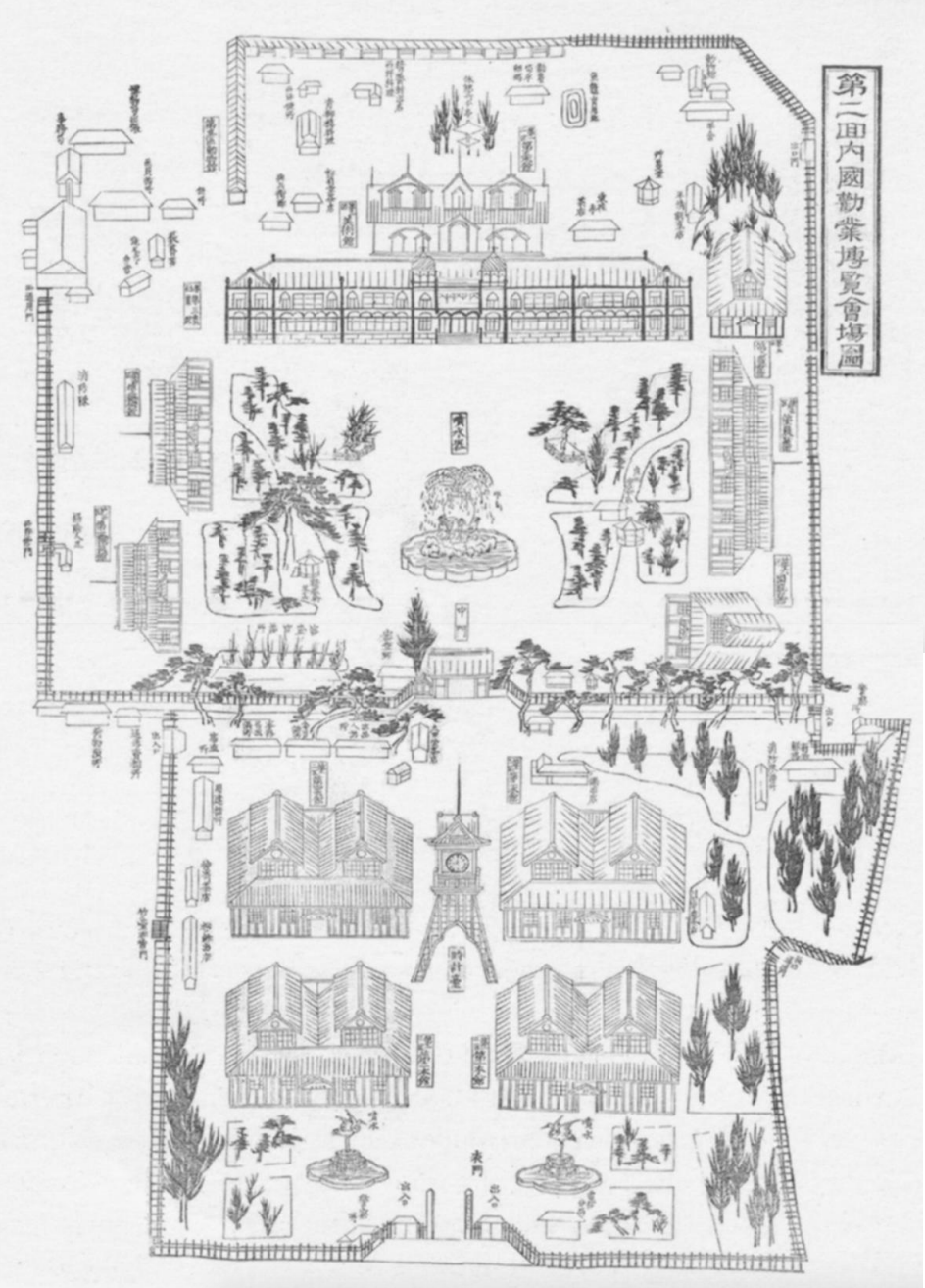
Plano guía de la Segunda Exposición Industrial Nacional de 1881
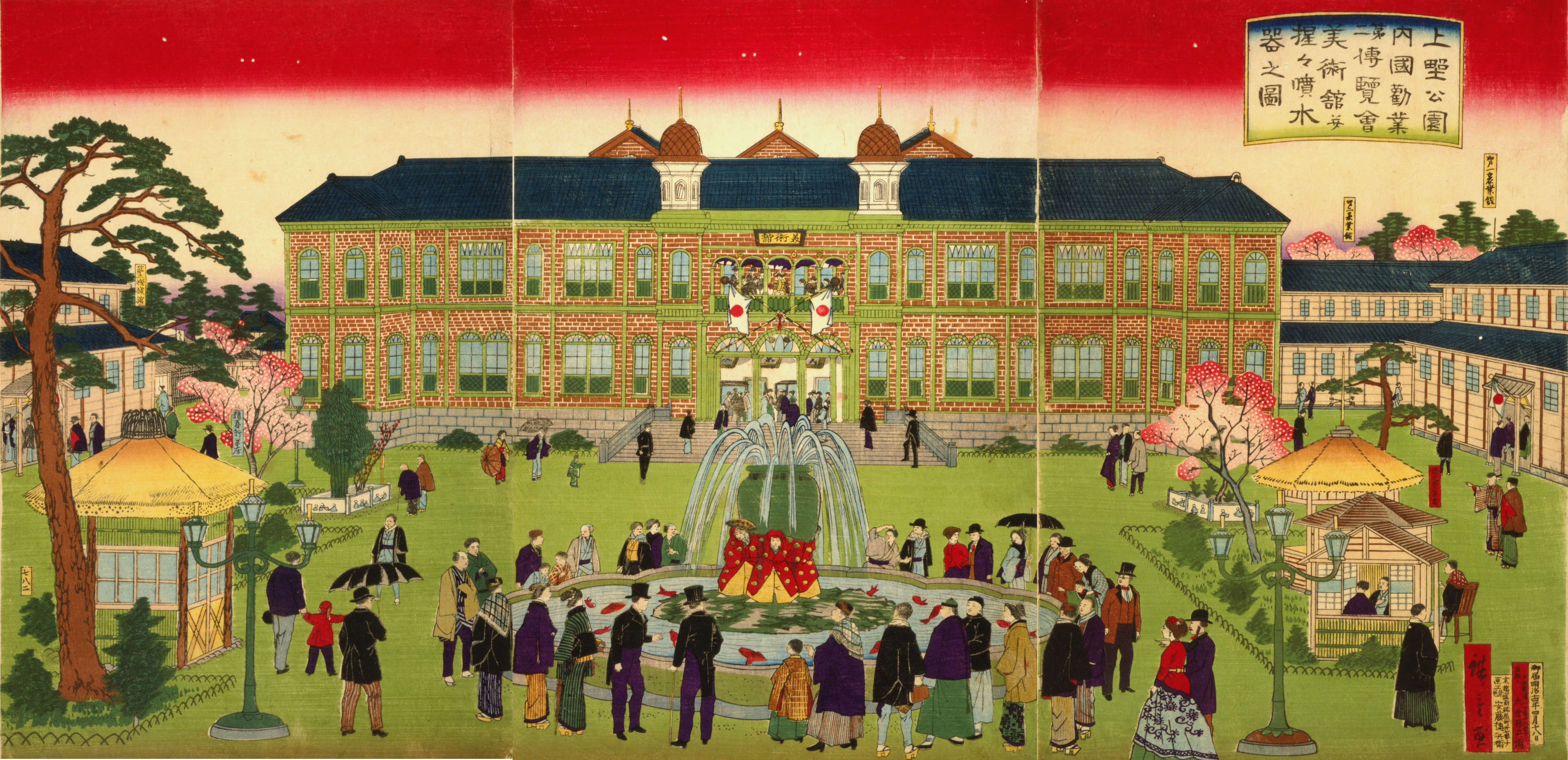
Tríptico ukiyo-e de Hiroshige III de la segunda Exposición Industrial Nacional (1881), mostrando el Honkan original

### Museo  Ueno
El Parque de Ueno se fundó en 1873 en terrenos que habían estado en manos del gobierno metropolitano desde la destrucción de la mayor parte del Templo Kaneiji durante la Guerra Boshin que estableció la Restauración Meiji, siguiendo en parte el ejemplo establecido por el gobierno estadounidense en Yellowstone el año anterior. Hisanari Machida, el primer director del museo, había defendido el uso del amplio parque para un museo de gran alcance ya en 1873, pero algunas partes se utilizaron para los ministerios militar y de educación hasta 1875, cuando el Ministerio del Interior adquirió el control total. La concepción inicial del museo se basaba en el Museo de South Kensington (actual Museo Victoria y Alberto) de Londres, pero se introdujeron importantes cambios. Las colecciones del museo se dividieron en las ocho categorías de bellas artes, naturaleza, agricultura y silvicultura, historia, derecho, educación, industria y tierra y mar. El ministerio cedió todo el parque al museo en enero de 1876, pero sus instalaciones allí no se completaron hasta 1881, cuando se terminó el Honkan original a tiempo para la Segunda Exposición Industrial Nacional; el edificio de ladrillo más pequeño utilizado por la primera Exposición Industrial Nacional de 1877 se incorporó a éste como un ala. En abril de 1881, el museo se trasladó del Ministerio del Interior al Ministerio de Agricultura y Comercio. Se inició la construcción del zoológico asociado y se incorporó al museo la colección Asakusa Bunko como departamento de libros.
Se inauguró el museo con una ceremonia a la que asistió el emperador Meiji y el zoológico el 20 de marzo de 1882; la biblioteca se reabrió el 30 de septiembre. Las instalaciones estaban abiertas al público todos los días excepto los lunes y dos días en torno al Año Nuevo. En 1888 o 1889, la casa imperial asumió la propiedad del museo, centrando sus operaciones en actividades culturales y científicas y poniendo fin a su participación directa en el comercio y la industria. El Honkan original resultó gravemente dañado en el Gran Terremoto de Kanto de 1923, y los objetos expuestos se trasladaron al Hyokeikan, que no sufrió daños. La estructura se promocionó originalmente por su "solidez... no igualada por ninguna otra" en Japón, pero su colapso provocó la desilusión con la arquitectura y el estilo que representaba.
Tras el matrimonio de Hirohito en 1924, todo el Parque Ueno -junto con el museo y el zoológico- fue devuelto al Gobierno Municipal de Tokio como regalo. Mientras se discutía la reconstrucción del edificio principal, las colecciones de ciencias naturales fueron retiradas del museo en 1925 para formar el Museo de Tokio del Ministerio de Educación (el actual Museo Nacional de Ciencias). Al año siguiente, tras la ascensión de Hirohito como emperador, se reunió un Comité de Promoción de la Innovación del Museo Imperial, que finalmente decidió sustituir el antiguo edificio. En 1931, se convocó un concurso de diseño y se seleccionó el proyecto de estilo Corona Imperial de Jin Watanabe.
El actual Honkan se abrió al público en 1938, habiendo reorganizado su colección para disolver el departamento de historia y clasificar sus fondos como arte. En noviembre de 1940, los Shosoin se expusieron públicamente por primera vez para celebrar el supuesto 2600 aniversario de la ascensión del primer emperador de Japón. 400.000 personas acudieron a verlos durante los 20 días que duró la exposición
La afluencia de público al museo empezó a disminuir después de 1925. Se cerró en 1945, durante las fases finales de la Segunda Guerra Mundial[cita requerida], y en 1947 pasó a depender del Ministerio de Educación, de la Institución Administrativa Independiente Museo Nacional en 2001 (fusionando su administración con los museos nacionales de Kioto, Nara y, en 2005, Kyushu), y de la Institución Administrativa Independiente Institutos Nacionales para el Patrimonio Cultural en 2007 (fusionando la administración del IAINM con los institutos nacionales para la preservación cultural de Tokio y Nara).

## Galerías

### Galería Japonesa (Honkan)
La Galería Honkan tiene 24 salas de exhibición en dos pisos, las cuales de forma cronológica, muestran el arte japonés desde las figuras de arcilla del período Jomon (10 000 a. C.) hasta el grabado en madera del siglo XIX.

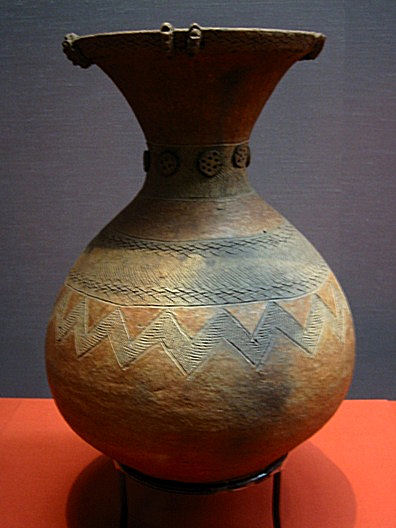
Jarra del período Yayoi, siglos I a III, proveniente de Kugahara, Ota-Ku, Tokio.
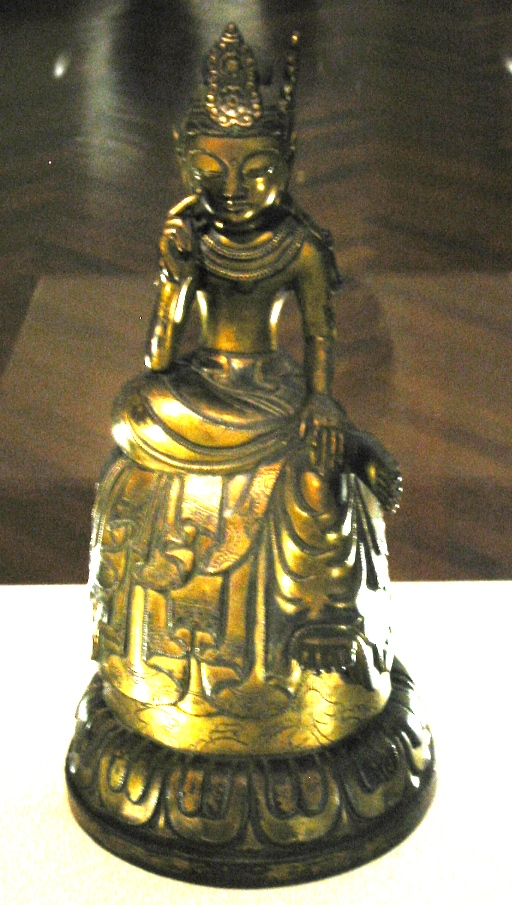
Bodhisattva, período Asuka, siglo VII.
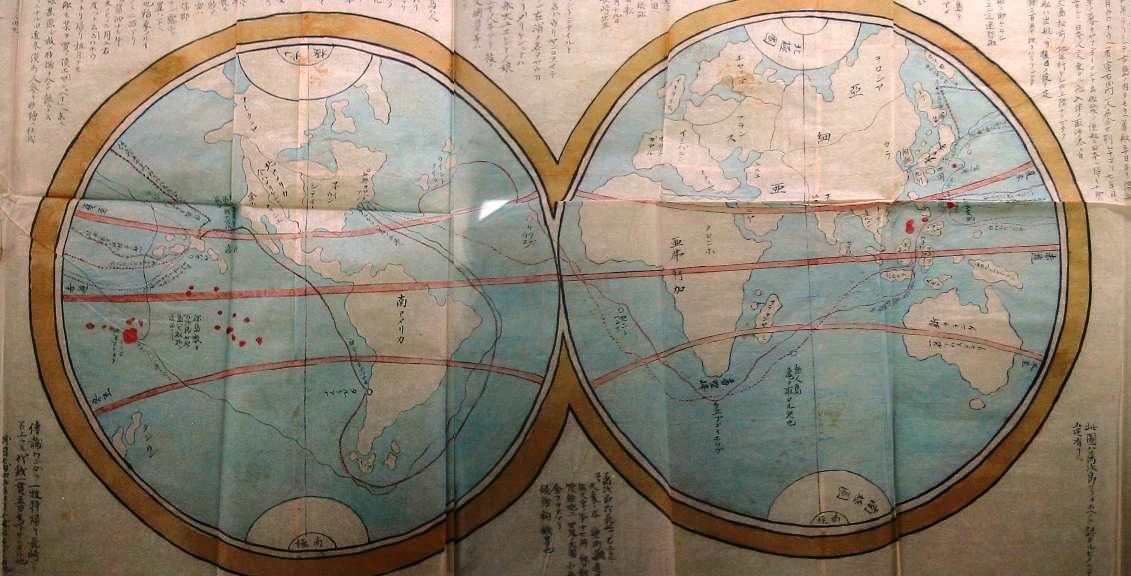
Relato de los viajes de Nakahama Manjiro, 1850s.

### Galería Asiática (Toyokan)
La Galería Toyokan tiene diez salas de exhibición en cinco pisos, con una excelente colección de objetos artísticos y arqueológicos de varios países asiáticos. El museo alberga a la mayor y más significativa colección de arte coreano, legado de la época en que Corea era colonia japonesa. Otros países de Asia en esta galería son China, India, y el sureste asiático. Aunque no es de Asia, también Egipto está comprendido en esta galería. El edificio que alberga a la galería Toyokan fue construido en 1968, diseñado por Taniguchi Yoshio. En el primer piso, hay un restaurante, y una tienda en el vestíbulo. 

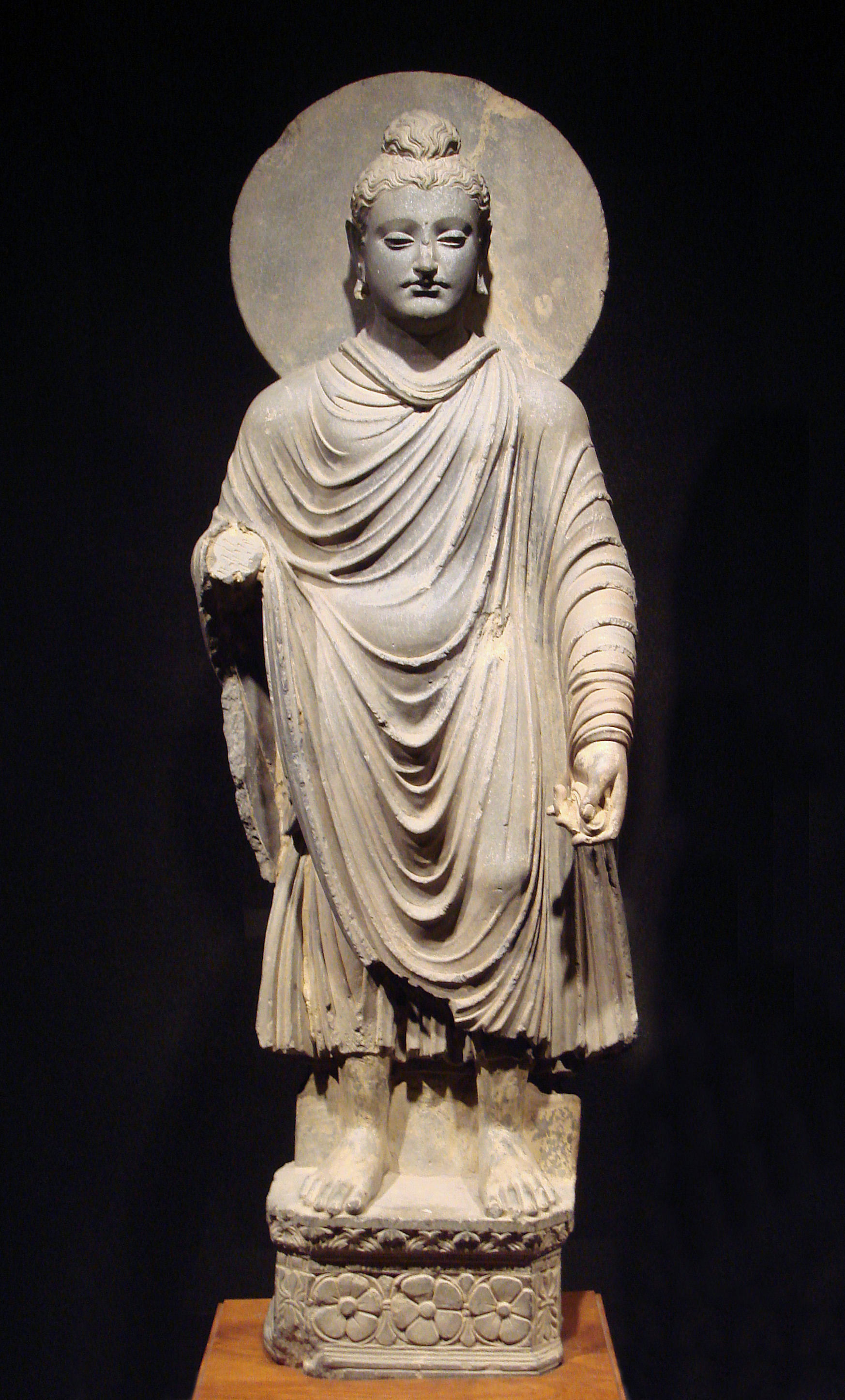
Una de las primeras representaciones de Buda, siglos I-II Gandhara.
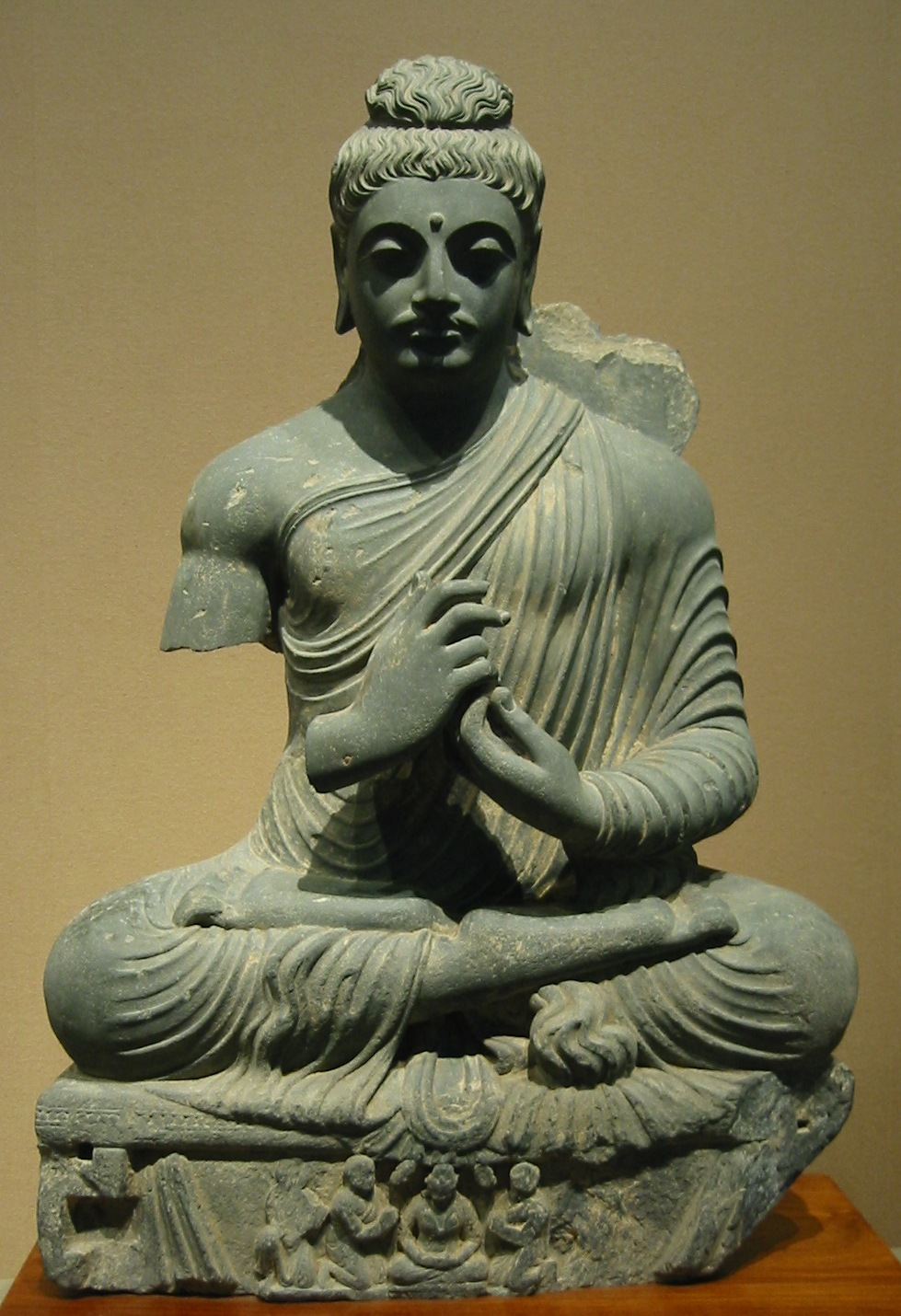
Buda sentado, Gandhara, siglos I-II.
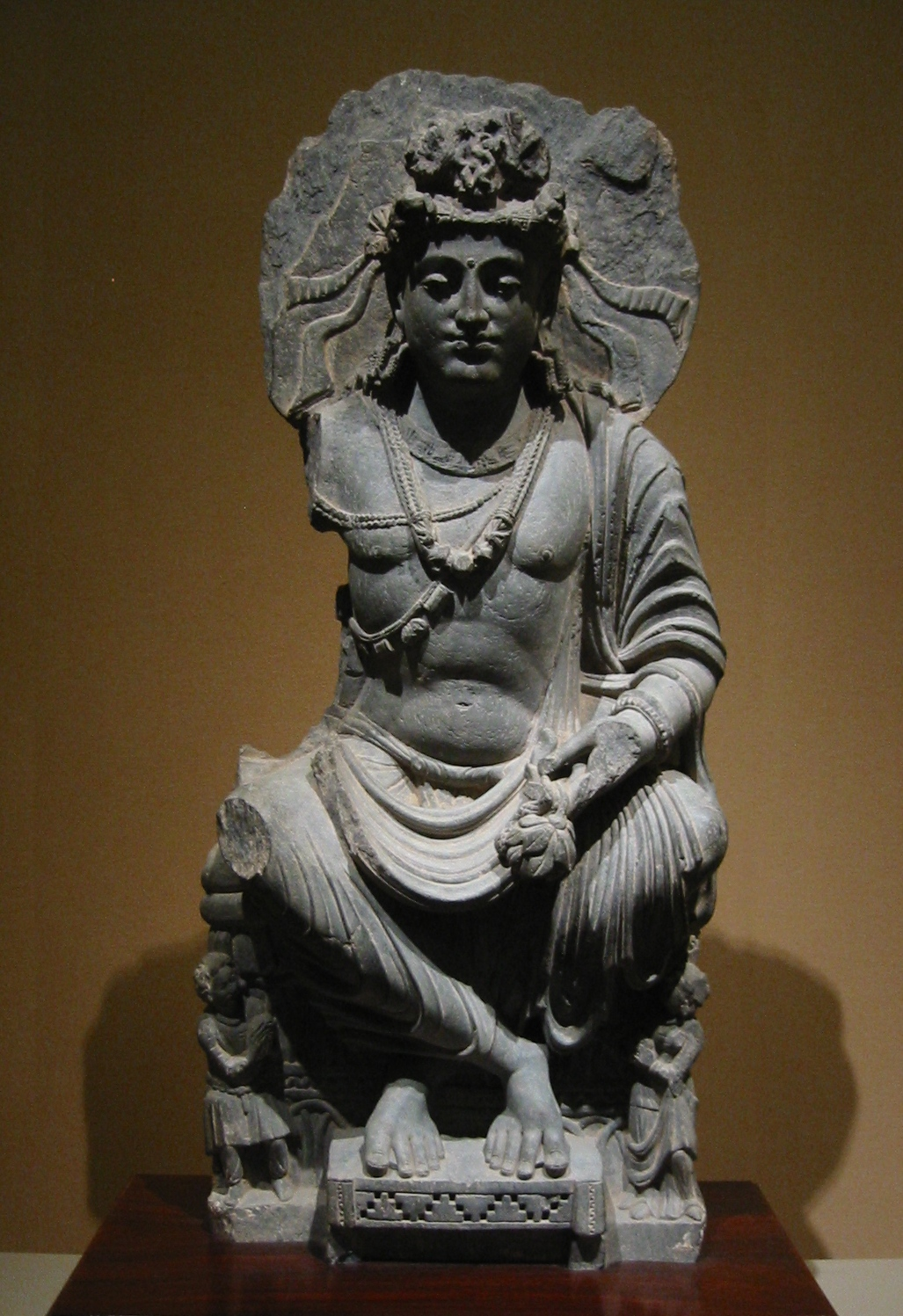
Maitreya, en un trono al estilo occidental, con un devoto Kushan. Siglo II Gandhara.
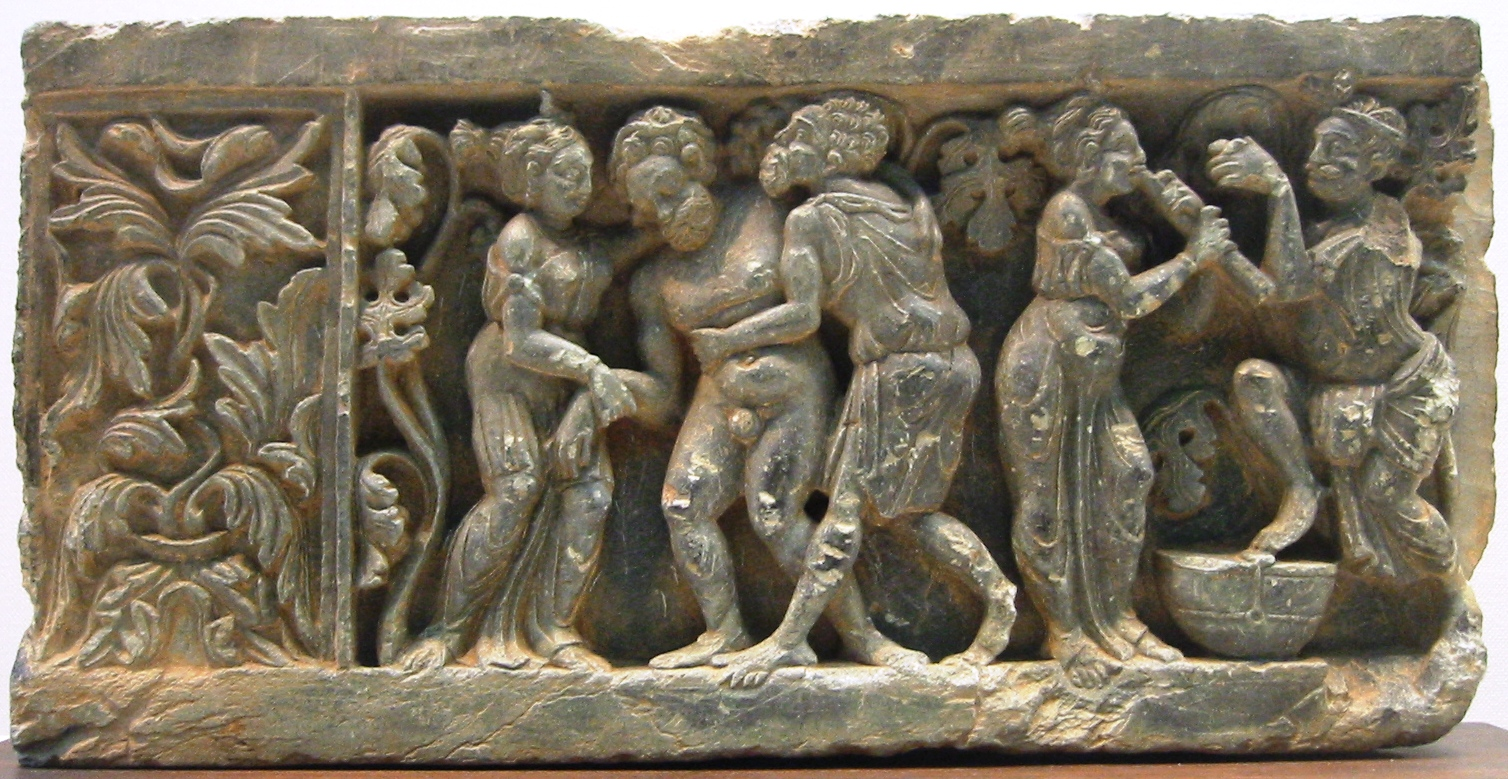
Bacanal, arte greco-budista de Gandhara, siglos I-II.
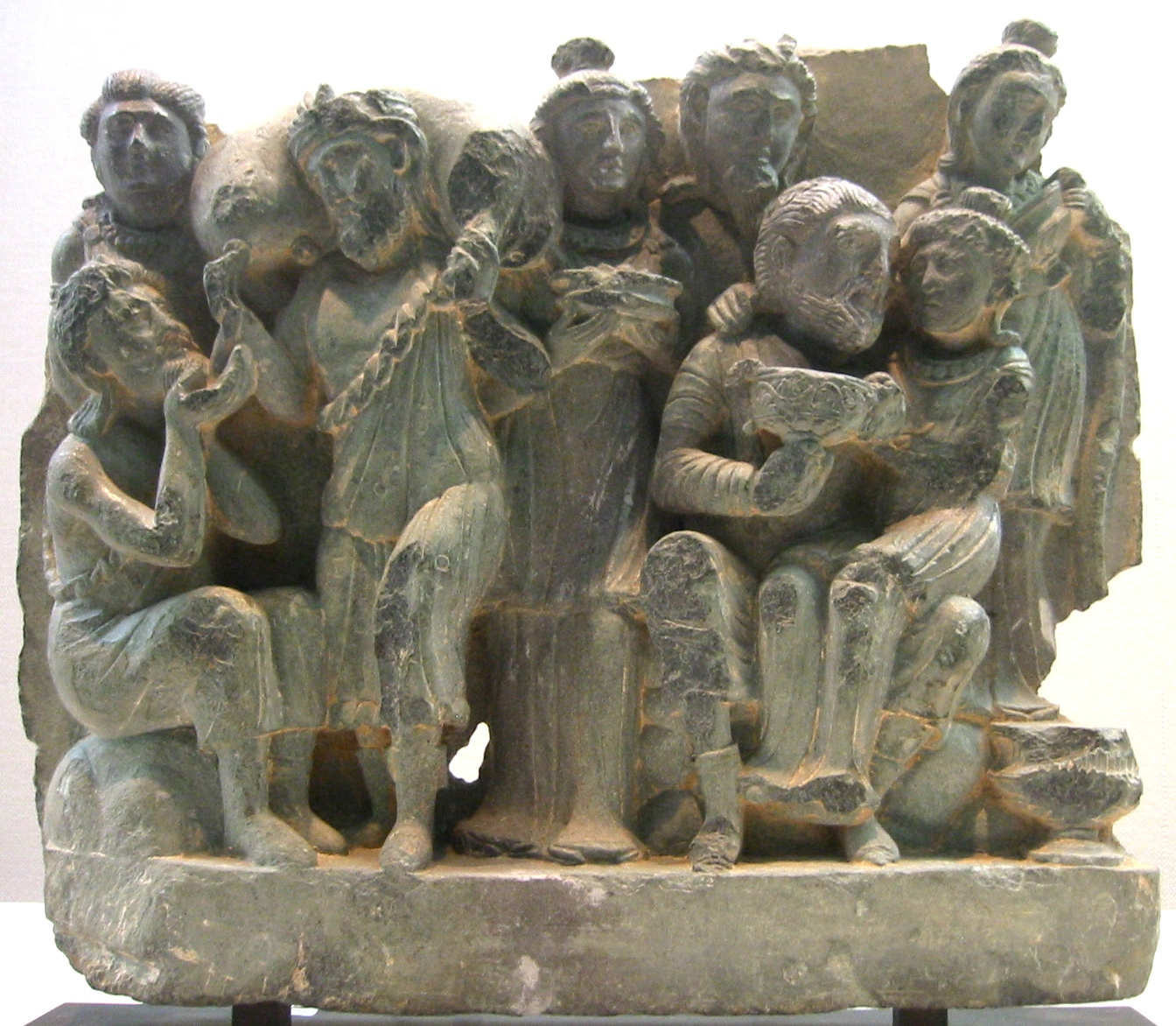
Bacanal, con vestidos y copas griegas. Arte greco-budista de Gandhara, siglo III.
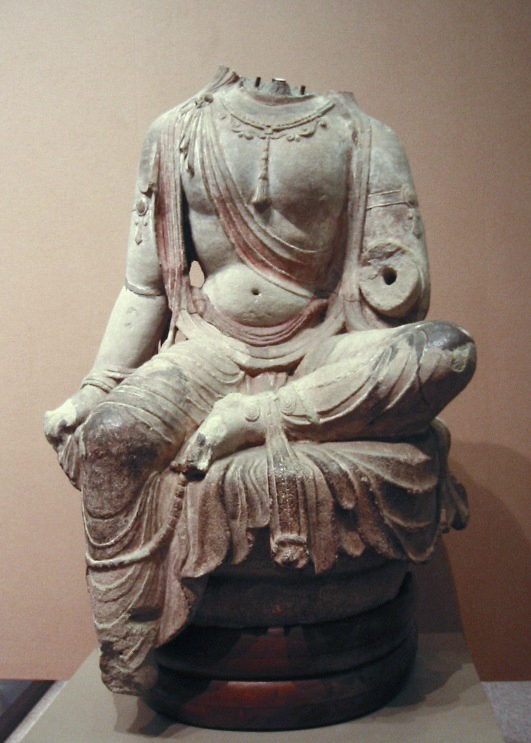
Bodhisattva de la dinastía Tang.
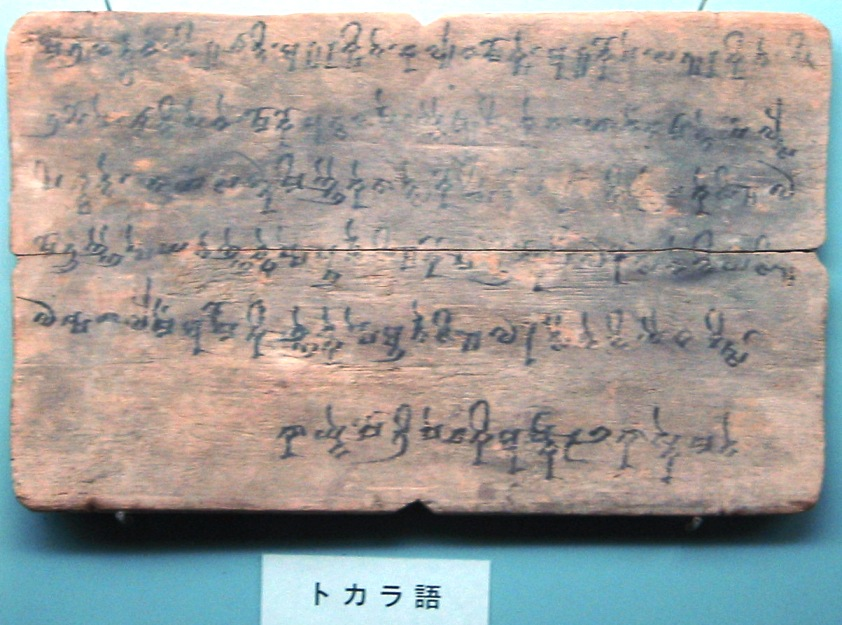
Placa de madera, con inscripciones en Tocariano. Kucha, China, siglos V al VIII.

### Hyokeikan
Hyokeikan fue inaugurado en 1909, para conmemorar el matrimonio del príncipe heredero (posteriormente emperador Taishō). Este edificio fue designado posteriormente como Propiedad Cultural de Importancia, y es abierto únicamente en ocasiones especiales y exposiciones temporales.

### Heiseikan
Heiseikan fue inaugurado en 1999, y es utilizado principalmente para exposiciones temporales. Además, contiene en el primer piso a la Galería Arqueológica Japonesa, con artefactos que datan de 10 000 a. C. a 7000 a. C.

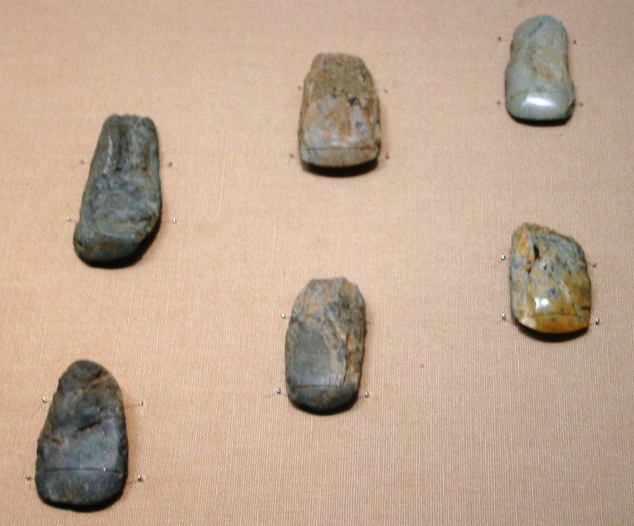
Las piedras pulidas más antiguas del mundo, anteriores al período Jōmon (30 000 a. C.)
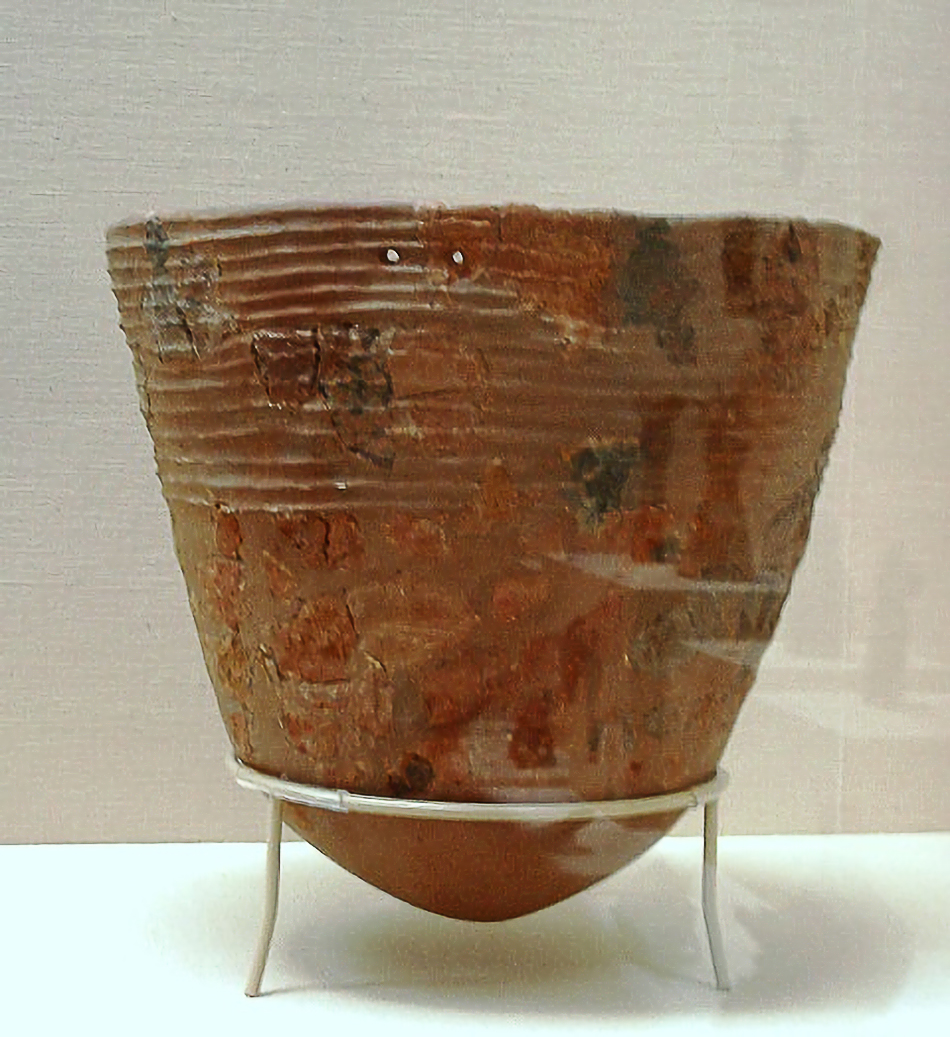
Alfarería Jōmon primitiva (10 000-8000 a. C.).
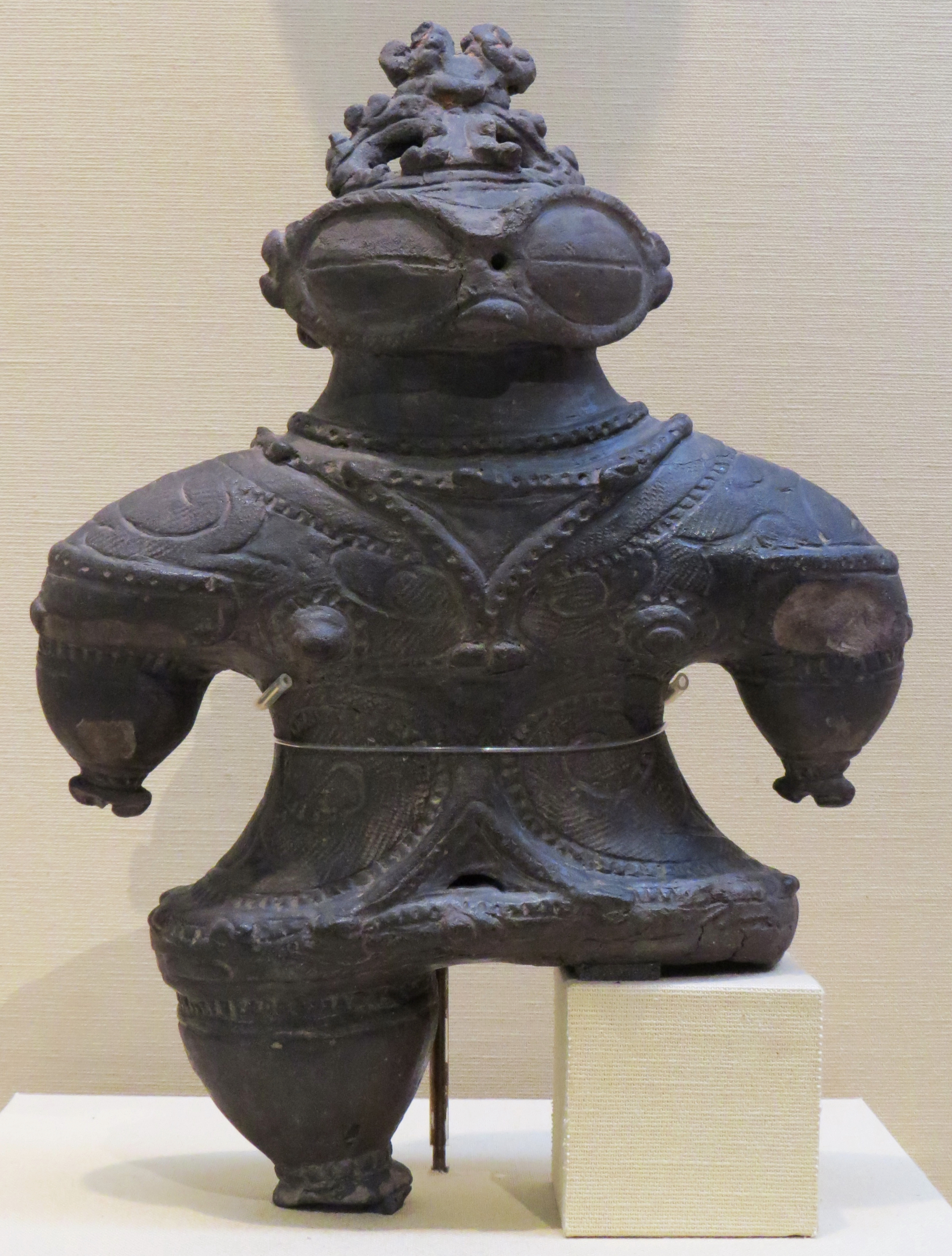
Estatuilla del período Jōmon tardío (1000 a. C.-400 a. C.).
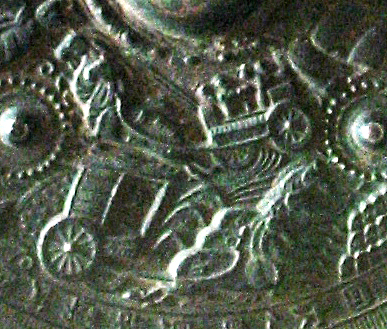
Carruajes de caballos de la era Kofun. Detalle de espejo de bronce (siglos V-VI). Eta-Funayama Tumulus, Kumamoto.
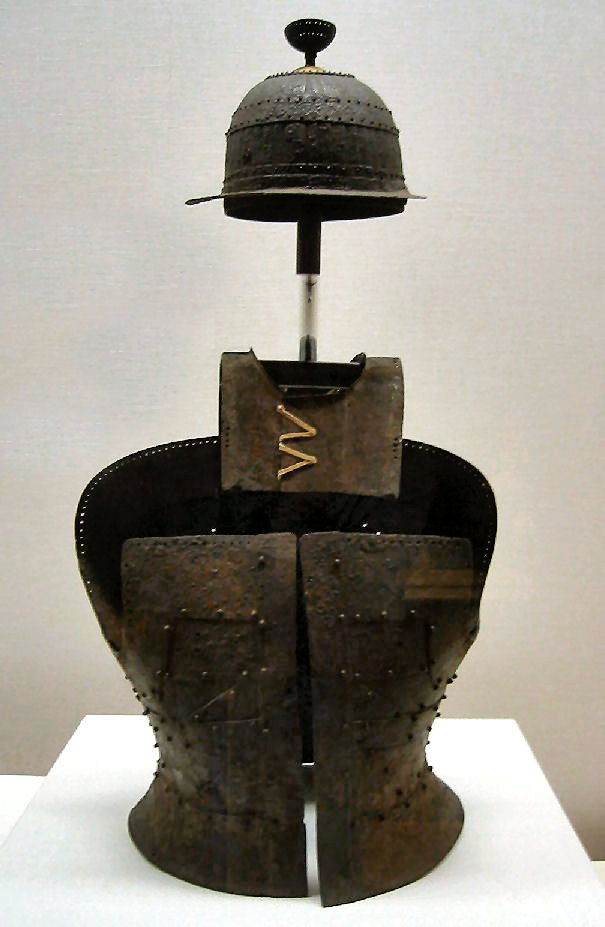
Casco de hierro y armadura cond ecoraciones de bronce, período Kofun, siglo V.
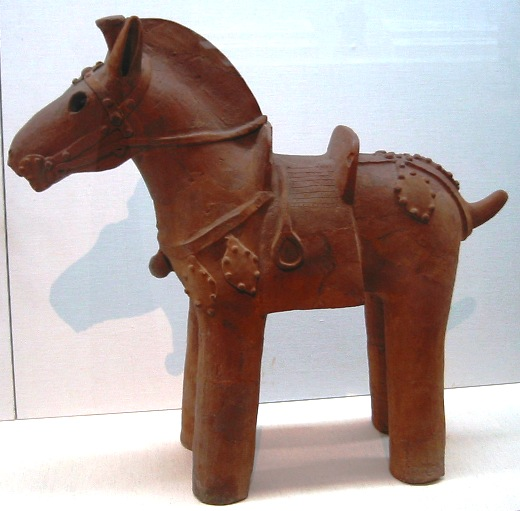
Estatuilla de caballo Haniwa, completa con arnés y silla de montar, siglo VI.
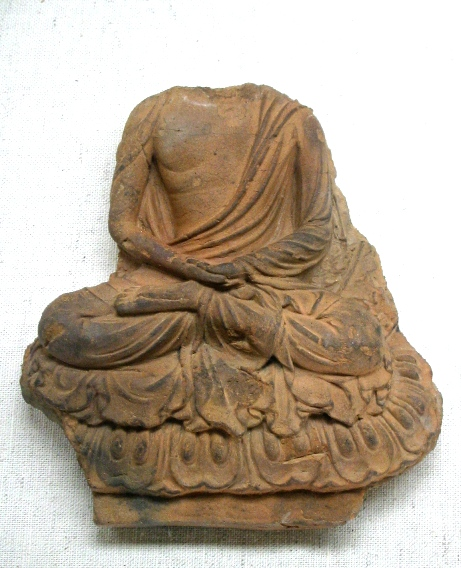
Buda. Período Asuka, siglo VII.
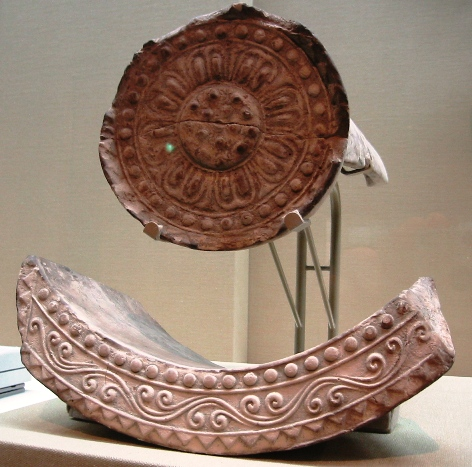
Mosaicos de Nara, siglo VII.

### Galería de Tesoros Horyu-Ji
Esta galería contiene los objetos recuperados durante la restauración Meiji, cuando las tierras del templo Horyu-ji, en Nara, fueron tomadas por la familia imperial en 1878.